# Xã Boonville, Quận Cooper, Missouri
Xã Boonville (tiếng Anh: Boonville Township) là một xã thuộc quận Cooper, tiểu bang Missouri, Hoa Kỳ. Năm 2010, dân số của xã này là 10.371 người.